# Brief

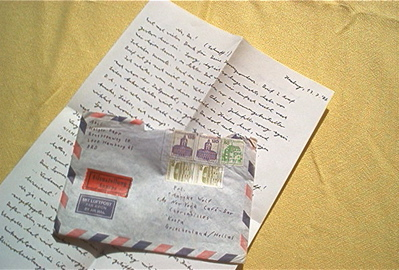
Een brief met omslag (luchtpost)

Een brief (uit het Latijn: brevis, kort) is een op schrift gestelde boodschap aan een afwezige individuele persoon, meestal geadresseerd en gesloten verzonden, normaliter als poststuk in een envelop. Naast de mogelijkheid van verzending per postdienst kan de afzender deze ook (met of zonder envelop) zelf overhandigen, e-mailen, in de brievenbus van de ontvanger doen, onder de deur door schuiven, of ergens neerleggen of neerzetten.
'onder brieven wordt verstaan alle bescheiden en op papier, perkament of soortgelijke stoffen gestelde mededelingen en berichten, al dan niet verpakt, voor zover die niet zijn te rangschikken onder de drukwerken en braillestukken'— Oorspronkelijke definitie van brieven volgens de Nederlandse PTT
Bij de Wet Verzelfstandiging PTT van 26 oktober 1988 is het woord 'berichten' uit de definitie gehaald waardoor privatisering van het berichtenverkeer mogelijk werd.

## Indeling
Een brief wordt meestal volgens een vaste wijze ingedeeld. Hieraan liggen een aantal redenen ten grondslag: 
- Duidelijkheid. De boodschap moet door de ontvanger begrepen worden en met een nette brief gaat dat nou eenmaal het beste.
- Beleefdheid jegens de geadresseerde. Een gesproken onverkwikkelijkheid kan worden vergeten maar een brief kan men (tientallen) jaren bewaren. Daarom worden beleefdheidsregels in geschreven correspondentie vaak strenger nageleefd. Ook hier geldt bovendien dat een nette indeling van beleefdheid jegens de ander getuigt.
- Het beschermen van de eigen positie en reputatie. De ontvanger en eventuele derden aan wie deze de brief laat lezen kunnen zich naar aanleiding hiervan een beeld over de afzender kan vormen. Geschreven correspondentie kan bovendien juridische consequenties hebben.

### Briefhoofd
De brief begint met een briefhoofd, waarin de naam (of titulatuur en functie) en het adres van zowel de afzender als de geadresseerde wordt genoemd. Als het een zakelijke brief betreft, wordt ook een referentie genoemd: een nummer of kenmerk waarmee de geadresseerde snel eerdere correspondentie terug kan vinden. Een brief hoort een dagtekening te hebben (datum en plaats). Overigens hebben deze juridisch een vrij beperkte betekenis de ontvangsttheorie geldt: het moment van ontvangst is het moment dat de mededelingen in de brief juridisch geldig worden.

### Aanhef
Hierna komt de aanhef van de brief. Bij zakelijke brieven dienen wederom (indien bekend) titulatuur en achternaam te worden gevolgd ('Weledelgestrenge heer Peters' of actueler 'Geachte mevrouw De Wit'). Bij informele brieven kan worden volstaan met de voornaam. Bij zakelijke brieven aan personen wie men al tutoyeert wordt ook wel gecombineerd ('Geachte heer De Vries, beste Gijs').

### Inhoud
Vervolgens komt de eigenlijke tekst waarom het gaat. In Nederland werd het lange tijd als onbeleefd gezien een brief met 'Ik' te laten beginnen, en is dit nog steeds niet gebruikelijk. In andere landen is dit geen probleem. Meestal wordt de traditionele driedeling 'inleiding-kern-slot' gebruikt, maar variaties hierop zijn ook mogelijk. De inleiding bevat algemene beleefdheidsfrasen of een aankondiging van de kwestie waarover men schrijft, en is soms niet meer dan een of twee zinnen. De kern bevat vervolgens een of meerdere alinea's waarin de kern van de mededeling wordt uitgelegd. Ten slotte volgt het slot waarin men een conclusie trekt en eventueel aangeeft of een reactie van de geadresseerde verwacht wordt en zoja, binnen welke termijn. 

### Afsluiting
Ten slotte is het gebruikelijk af te sluiten met een enkele slotzin waarin men dank betuigt of met een algemene beleefdheidsfrase de brief afsluit ('Wij hopen u in deze van dienst te zijn geweest'). Wanneer een reactie van de geadresseerde wordt verwacht, wordt dit meestal ook aangegeven ('Wij zien uw reactie met belangstelling tegemoet'). Afhankelijk van de relatie tot de geadresseerde volgen groeten, hoogachting en dergelijke, gevolgd door de naam van de afzender. Ook hier geldt weer dat men bij een formele brief formeel eindigt met de achternaam of volledige naam, terwijl men bij een informele brief met de voornaam kan volstaan. Na de slotzin en groet wordt meestal de brief ondertekend, naast of op de (getypte) naam. Als postscriptum worden eventuele bijlagen aangekondigd en los bijgevoegd.

### Standaardisatie
Met name bestuurlijke beschikkingen en dwangbevelen beginnen, om misverstanden te voorkomen, meteen met de kern van de zaak. Veel professionele schriftelijke correspondentie is bovendien gestandaardiseerd omdat veel bedrijven ISO, SAS70 of soortgelijke kwaliteitscertificering hebben die dit voorschrijft of omdat dit nu eenmaal makkelijker is. 

## Geschiedenis
De brief gaat terug tot de Indusbeschaving en Mesopotamië in de vorm van kleitabletten. In het Oude Egypte werd papyrus gebruikt om brieven op te schrijven. In het Rome en Griekenland werden wastafeltjes gebruikt. In de Bijbel vormen de brieven van Paulus een belangrijk deel van het Nieuwe Testament. De oudst overgeleverde literaire brieven in het Nederlands dateren uit de dertiende eeuw en zijn van Hadewijch. Archieven met correspondentie, hetzij persoonlijk, diplomatiek of zakelijk, zijn een belangrijke primaire bron voor historici. In sommige periodes werd het schrijven van brieven als een kunstvorm beschouwd en vormde het een literair genre, zoals in de briefroman.
In de betekenis van akte of oorkonde heeft de brief zegswijzen opgeleverd als hij heeft de oudste brieven, wat betekent dat iemand de oudste rechten op iets heeft.

## Elektronische boodschappen
Soms heeft een e-mail, of vaker, een bijlage van een e-mail, geheel de vorm en stijl van een brief, en is er dus na uitdraaien (eventueel in kleur) geen verschil met een per post ontvangen brief op normaal papier zonder met de hand gezette handtekening. De afzender maakt zo'n brief vaak op de computer los van de vraag of deze de brief gaat uitdraaien en in een envelop per post gaat verzenden, of per e-mail gaat verzenden. Bij kleinschalige verzendingen zet de afzender vaak wel met de hand een handtekening als de brief per post wordt verstuurd. Omdat aan e-mail wegens de laagdrempeligheid gevaren en bezwaren kleven ten opzichte van brieven, hebben veel bedrijven procedures voor e-mail waarin aan e-mail (bijna) dezelfde eisen worden gesteld als aan papieren brieven.
ansichtkaart · brief · briefkaart · briefkaart met betaald antwoord · luchtpostblad · postblad · postwaardestuk · rouwkaart · tijdschrift · treinbrief · verhuiskaart · wenskaart